# اتحادیه انجمن‌های اسلامی دانشجویان در اروپا
اتحادیه انجمن‌های اسلامی دانشجویان در اروپا یکی از نهادهای مستقل دانشجویی ایران است که سابقه فعالیت آن به سال ۱۳۴۴ بازمی‌گردد. این نهاد در سالهای اخیر دلبستگی بیش از پیش به نظام جمهوری اسلامی ایران یافته و هر سال انتخابات خود را با پیام سیّد علی خامنه‌ای برگزار می‌کند.
در سال ۱۳۸۵ سعید رضوی فقیه (روزنامه‌نگار اصلاح طلب و از رهبران سابق دفتر تحکیم وحدت) به دبیری این اتحادیه برگزیده شد. محمد حسین عطایی دولت آبادی دبیر دو دورهٔ قبل و دبیر منتخب دوره فعلی (دوره 57)  اتحادیه انجمن‌های اسلامی دانشجویان در اروپا می‌باشد.

## انشعاب از
- انجمن‌های اسلامی دانشجویان (اکنون–۱۳۲۱)
  - اتحادیه انجمن‌های اسلامی دانشجویان در اروپا (اکنون–۱۳۴۴)
  - انجمن‌های اسلامی دانشجویان در آمریکا و کانادا (اکنون–۱۳۴۹)
    - سازمان دانشجویان ایرانی مسلمان (؟–۱۳۵۳)

  - اتحادیه انجمن‌های اسلامی دانشجویان ایرانی شبه‌قاره هند (اکنون–؟)
  - اتحادیه انجمن‌های اسلامی دانشجویان دانشگاه‌ها و مراکز آموزش عالی کشور (دفتر تحکیم وحدت) (اکنون–۱۳۵۸)
    - دانشجویان مسلمان پیرو خط امام (۱۳۵۹–۱۳۵۸)
    - اتحادیه انجمن‌های اسلامی دانشجویان و فارغ‌التحصیلان دانشگاه‌ها و مراکز آموزش عالی (جنبش اعتدال اسلامی) (۱۳۹۶–۱۳۶۴)
      - اتحادیه جامعه اسلامی دانشجویان (اکنون–۱۳۶۸)

    - اتحادیه ملی دانشجویان (دهه ۱۳۷۰)
    - جبهه متحد دانشجویی (دهه ۱۳۷۰)

    - اتحادیه انجمن‌های اسلامی دانشجویان مستقل (اکنون–۱۳۷۸)
    - دفتر تحکیم وحدت - طیف شیراز (۱۳۸۷–۱۳۸۰)
    - دفتر تحکیم وحدت - طیف علامه (۱۳۸۷–۱۳۸۰)
      - دفتر تحکیم وحدت - طیف دموکراسی‌خواه (۱۳۸۴–۱۳۸۲)

  - اتحادیه تشکل‌های اسلامی سیاسی دانشجویان دانشگاه آزاد اسلامی (اتحادیه اول) (اکنون–۱۳۷۷)
  - سازمان اسلامی دانشجویان ایران (سادا) (اتحادیه دوم) (اکنون–۱۳۸۱)
  - مجمع تشکل‌های اسلامی دانشجویان دانشگاه آزاد اسلامی (اتحادیه سوم) (اکنون–۱۳۸۱)